# Steckby-Lödderitzer Forst
Koordinaten: 51° 54′ 18″ N, 11° 59′ 27″ O

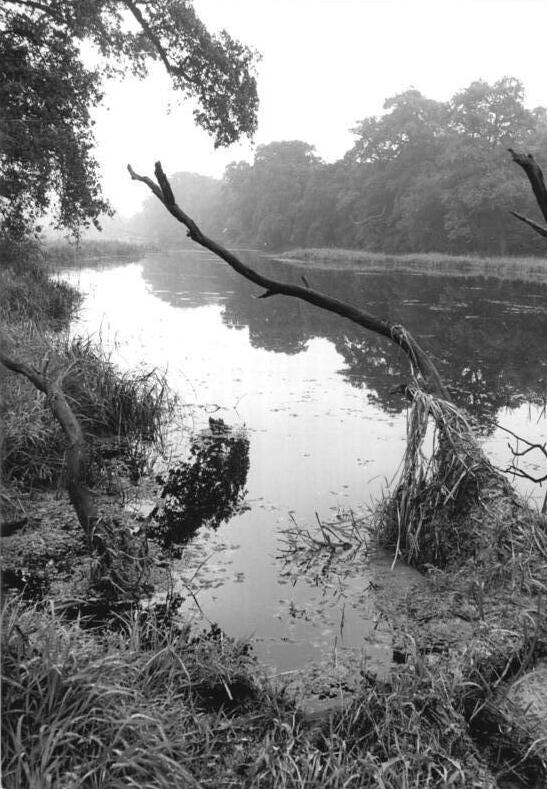
Steckby-Lödderitzer Forst

Der Steckby-Lödderitzer Forst ist ein ehemaliges Naturschutzgebiet in den Städten Aken (Elbe) und Zerbst/Anhalt im Landkreis Anhalt-Bitterfeld sowie Barby im Salzlandkreis in Sachsen-Anhalt.

## Beschreibung
Das ehemalige Naturschutzgebiet mit dem Kennzeichen NSG 0036 ist rund 3820 Hektar groß. Es war größtenteils Bestandteil des Vogelschutzgebietes „Mittlere Elbe einschließlich Steckby-Lödderitzer Forst“, teilweise auch des FFH-Gebietes „Elbaue Steckby-Lödderitz“ sowie von den Landschaftsschutzgebieten „Mittlere Elbe“ und „Mittlere Elbe-Steckby“ umgeben. Insgesamt 710 Hektar sind als Kernzonen des Biosphärenreservat Mittelelbe als Totalreservat ausgewiesen und der natürlichen Entwicklung vorbehalten. Das Gebiet stand seit Anfang 2004 unter Schutz (Datum der Verordnung: 23. Dezember 2003). Es ersetzte das gleichnamige, ursprünglich zum 1. Mai 1961 ausgewiesene Gebiet. Teile des Forstes standen bereits vor 1961, erstmals schon 1929 unter Schutz: Hier befindet sich die Keimzelle des heutigen Biosphärenreservates Mittelelbe, das am 24. November 1979 als Biosphärenreservat „Steckby-Lödderitzer Forst“ anerkannt wurde. Das Gebiet ging am 21. Dezember 2018 im neu ausgewiesenen Naturschutzgebiet „Mittelelbe zwischen Mulde und Saale“ auf.

## Naturräume
Das ehemalige Naturschutzgebiet liegt nordwestlich von Aken (Elbe) im Biosphärenreservat Mittelelbe. Es erstreckt sich in der Stromtalaue der Elbe bis unterhalb der Mündung der Saale in die Elbe und schließt Teile der angrenzenden Talsandterrassen mit ein.
Auf der linken Seite der Elbe befindet sich zwischen Aken (Elbe) und Breitenhagen der Lödderitzer Forst, ein Hartholzauwald mit Altarmen und Stillgewässern; er war bis zur Deichrückverlegung zu einem großen Teil von der natürlichen Flussdynamik abgeschnitten. Im Norden des Schutzgebietes zwischen Breitenhagen und Barby befindet sich das Mündungsgebiet der Saale in die Elbe mit zahlreichen Seitenarmen und Altarmen.
Auf der rechten Seite der Elbe befinden sich im Anschluss an die Flussniederung verbreitet Dünen, die vielfach bewaldet sind. Daneben sind Sandtrockenrasen und Magerrasen in den Ausbildungen Silbergras-Pionierrasen, Straußgras-Magerrasen, Ohrlöffel-Leimkraut-Trockenrasen und Heidenelken-Strandnelken-Rasen zu finden. Auf den Rasenflächen siedeln u. a. Glattes Brillenschötchen, Sandsilberscharte, Sandfingerkraut und Mauerfelsenblümchen.
Als weitere Wiesengesellschaften sind Fuchsschwanzwiesen, Quecken-Flutrasen, wechselfeuchte Brenndolden-Silgen-Wiesen und wechseltrockene Mädesüß-Hahnenfuß-Wiesen im ehemaligen Naturschutzgebiet zu finden.

## Flora und Fauna
Die verschiedenen Biotoptypen im ehemaligen Naturschutzgebiet bieten zahlreichen gefährdeten Pflanzenarten einen Lebensraum, darunter Sibirische Schwertlilie, Kleines Mädesüß, Vielblütiger Hahnenfuß, Echter Haarstrang, Nordisches Labkraut, Färberscharte, Gewöhnliche Wiesensilge, Kümmelblättrige Silge, Sumpfplatterbse und Weidenblättriger Alant. In den Stillgewässern der Altarme und Flutrinnen siedeln verschiedene Laichkraut-, Nixenkraut-, Hornblatt- und Tausendblatt-Teichrosengesellschaften. Weiterhin sind z. B. Vielwurzelige Teichlinse, Gemeiner Schwimmfarn, Krebsschere und Gewöhnlicher Wasserschlauch zu finden.
Das ehemalige Naturschutzgebiet verfügt über eine artenreiche Fauna. So wurden über 100 Brutvogelarten nachgewiesen, darunter seltene Arten wie Schwarzstorch und Kranich, die die Auwälder als Lebensraum nutzen, sowie Rohrdommel, die in den Röhrichten einen geeigneten Lebensraum findet. Weiterhin ist das ehemalige Naturschutzgebiet ein bedeutendes Rast- und Überwinterungsgebiet für ziehende Vogelarten. Früher gab es im Bereich des Steckby-Lödderitzer Forstes auch Vorkommen des Schreiadlers, der seit 1965 in den Gebieten entlang der Elbe als Brutvogel nachgewiesen wurde. Spätestens seit 2012 ist das Vorkommen jedoch erloschen.
Die Wasserflächen sind Lebensraum für Schlammpeitzger, Bitterling, Groppe und andere Fischarten. Auch der Elbebiber ist im ehemaligen Naturschutzgebiet heimisch. Die Gräben und Teiche der Hochfläche bieten der Sumpfschildkröte Lebensraum. Auch verschiedene Amphibien, darunter Kamm- und Teichmolch, Rotbauchunke, Laub- und Seefrosch leben hier.
Schließlich ist das ehemalige Naturschutzgebiet Lebensraum einer artenreichen Insektenfauna. So wurden hier rund 150 Tagfalterarten nachgewiesen. Weiterhin sind Bockkäfer-, darunter der Große Eichenbock, und Laufkäferarten ebenso heimisch wie der Hirschkäfer. Außerdem sind zahlreiche Libellen, darunter Asiatische Keiljungfer, Südliche Mosaikjungfer, Grüne Flussjungfer und Große Moosjungfer sowie Heuschrecken, darunter die Gestreifte Zartschrecke zu finden.

## Deichrückverlegung im Bereich Lödderitzer Forst
Im Rahmen des Naturschutzgroßprojektes Mittlere Elbe wurde der Elbedeich im Lödderitzer Forst auf einer Länge von über sieben Kilometern rückverlegt und der Auwald auf einer Fläche von rund 600 Hektar renaturiert, indem er wieder der natürlichen Flussdynamik unterliegt. Gleichzeitig entsteht ein neues Überschwemmungsgebiet, das Hochwasser der Elbe aufnehmen kann und so der Verbesserung des Hochwasserschutzes dient. Die Arbeiten für die Deichrückverlegung begannen im Oktober 2009 und wurden 2017 abgeschlossen.